# Gamasomorpha nigrilineata
Gamasomorpha nigrilineata är en spindelart som beskrevs av Xu 1986. Gamasomorpha nigrilineata ingår i släktet Gamasomorpha och familjen dansspindlar. Inga underarter finns listade i Catalogue of Life.